# Westpoort

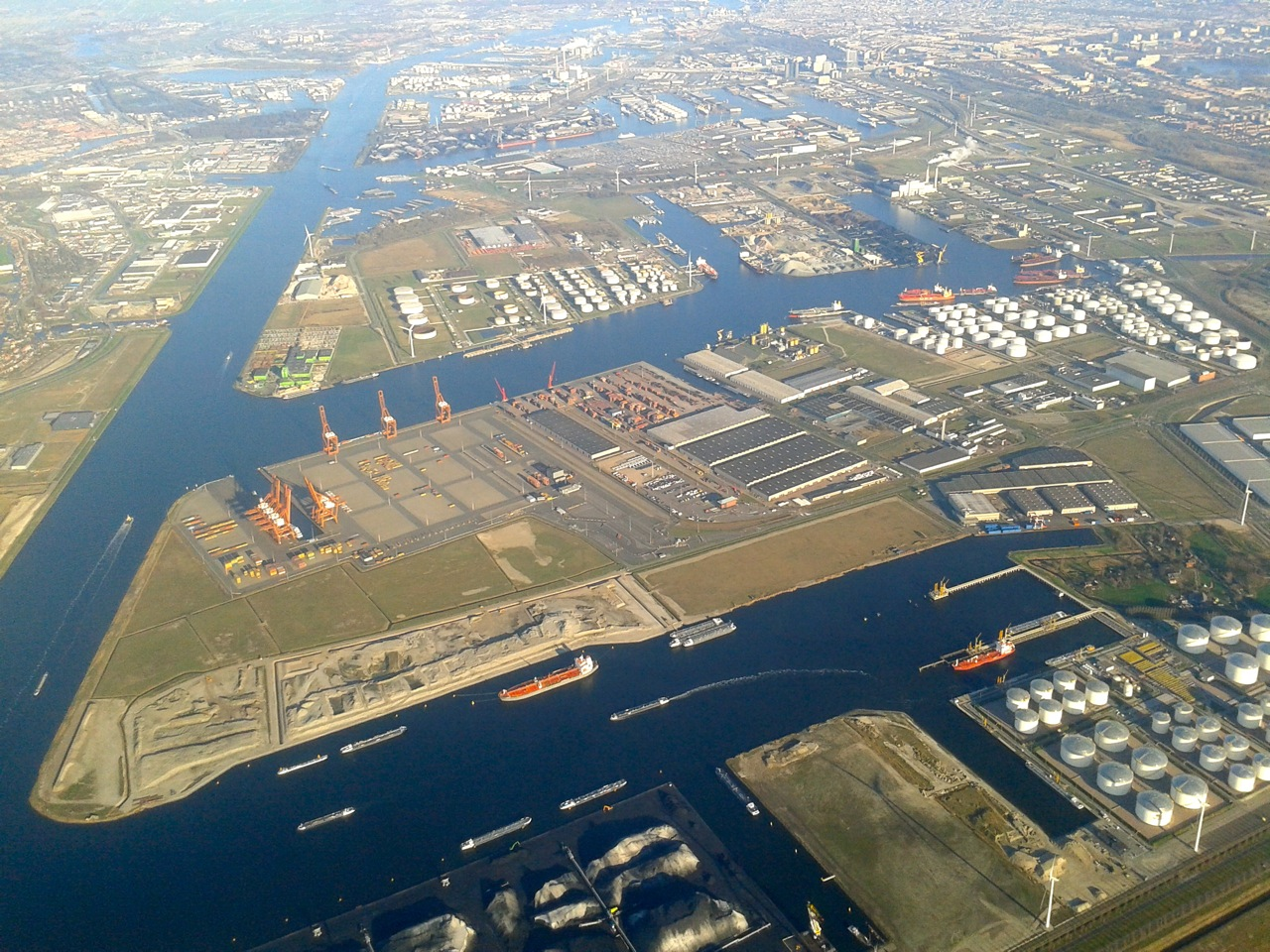
Luftaufnahme von Westpoort in Ostrichtung

Westpoort ist ein Gewerbegebiet (niederländisch Bedrijventerrein) und ein Stadtbezirk in der Gemeinde Amsterdam, Provinz Nordholland. Hierbei handelt es sich um das zweitgrößte Industriegebiet der Niederlande.

## Entwicklung
Das Hafen- und Industriegebiet umfasst die westlichen Häfen der Stadt, unter anderem den Amerikahaven, Australiehaven, Aziehaven. Westpoort liegt am Nordseekanal. Gegenüber liegt, getrennt durch den Kanal, Westzaan, von der Gemeinde Zaanstad. Das Gewerbegebiet hat eine Grundfläche von 35 km² und ist unterteilt in die Betriebsgelände Teleport, Sloterdijk I, II und III, das Hafengebiet und „De Heining“. Unter anderem sind in Westpoort 112 Banken und Versicherungsgesellschaften, ABN AMRO, Deutsche Leasing–Factoring GmbH, Fortis Bank, ING Bank, Rabobank sowie 131 Firmen der Autobranche, 241 Grosshandelsunternehmen und 198 Betriebe aus dem Baugewerbe (Stand: 2010).
Innerhalb von Westpoort liegt das frühere Dorf Ruigoord und der naheliegende Bahnhof Amsterdam Sloterdijk. 2001 waren 1530 Unternehmen dort gelistet, 2008 waren es rund 2000 Firmen mit circa 45.000 Arbeitnehmern und Angestellten sowie circa 370 Einwohner.
Zu Westpoort gehört ebenfalls das Gewerbegebiet Sloterdijk Centrum. In den 1980er Jahren angelegt ist dieses Gebiet für 80 % der Telematik vorbehalten. In Telepoort stehen die „Millennium Tower“ und „Crystal Toren“, beide gehören zu den zehn größten Bürogebäuden von Amsterdam. Außerdem „La Guardia Plaza“, das zu den zwanzig höchsten Gebäuden der Stadt zählt. Hier werden für die Zukunft ebenfalls Wohnhäuser geplant.
Da in der Vergangenheit Kriminalität in Westpoort vorkam, unter anderem durch illegale Cannabiszüchtung, illegale Auto- und Motorradrennen und illegale Betriebsaktivitäten, wurden extra Polizeieinsätze und Sicherheitsdienste eingesetzt, so „Stichting Parkmanagement Amsterdam Teleport“ und „Penninkhof Security“. Von einer Person in 2003 bis 27 Kontrolleure in 2007. Ein extra eingestellter Westpoortbus fährt zwischen Sloterdijk und einigen Betrieben in Westpoort (Kenneth Goedhart).